# Skagit River
Der Skagit River (ˈskædʒɨt) ist ein etwa 240 km langer Fluss im Südwesten der kanadischen Provinz British Columbia und im Nordwesten des US-Bundesstaates Washington.

## Verlauf
Der Ursprung des Flusses liegt im kanadischen Teil des Nördlichen Kaskadengebirges, wo er im Manning Provincial Park entspringt. Nachdem er zunächst in nordwestlicher Richtung parallel zum Crowsnest Highway verläuft, wendet er sich bei Erreichen der Skagit Range nach Süden und durchfließt den Skagit Valley Provincial Park, um nahe der Grenze zu den Vereinigten Staaten in den Ross Lake zu münden, den ersten von drei im Rahmen des Skagit River Hydroelectric Project entstandenen Stauseen. Die folgenden, kleineren Stauseen sind Diablo Lake und Gorge Lake. Alle drei Stauseen liegen im Ross Lake National Recreation Area.
Im weiteren Verlauf weitet sich das Tal und erreicht bei Sedro-Woolley die Küstenebene. Bei Mount Vernon wendet sich der Fluss, welcher nach Verlassen des Ross Lake hauptsächlich nach Westen fließt, nach Süden und spaltet sich nach etwa 240 Kilometern in den North Fork Skagit River und den South Fork Skagit River auf. Beide Mündungsarme sind etwa 11 km lang und münden in den Puget Sound.
Die wichtigsten Nebenflüsse des Skagit River, dessen Flusssystem ein Areal von 8013 km² am Westhang der Nördlichen Kaskadenkette entwässert, sind
in Kanada:
- Sumallo River
- Klesilkwa River

in den Vereinigten Staaten:
- Cascade River
- Sauk River
- Baker River

## Hydrologie
Der mittlere Abfluss des Skagit River unweit der Mündung beträgt 471 m³/s. Die höchsten Abflüsse treten gewöhnlich im Juni auf. Die Abflüsse schwanken nicht sehr stark über das Jahr hinweg.

## Staudämme
Im Rahmen der Skagit River Hydroelectric Project wurden am Skagit drei Staudämme gebaut, um vor allem die Stadt Seattle mit Strom zu versorgen. Der erste Staudamm entstand 1924. Man leitete das Wasser durch das Gebirge zu einem Elektrizitätswerk in Newhalem. 1961 entstand an der gleichen Stelle der erheblich größere Gorge High Dam. Er dient der feineren Abstimmung des Wasserstandes.
Die größeren Reservoirs bildeten die weiter oberhalb gelegenen Dämme, vor allem Diablo und Ross Lake Dam. Der Stausee der Ross-Talsperre, der Ross Lake ist 39 km lang und reicht bis nach Kanada hinein.